# Chad en los Juegos Olímpicos
Chad en los Juegos Olímpicos está representado por el Comité Olímpico y Deportivo Chadiano, creado en 1963 y reconocido por el Comité Olímpico Internacional en 1964.
Ha participado en catorce ediciones de los Juegos Olímpicos de Verano, su primera presencia tuvo lugar en Tokio 1964. El país no ha obtenido ninguna medalla en las ediciones de verano.
En los Juegos Olímpicos de Invierno Chad no ha participado en ninguna edición.

## Medallero

### Por edición
Juegos Olímpicos de Verano
| Evento              | Oro | Plata | Bronce | Total |
| ------------------- | --- | ----- | ------ | ----- |
| Tokio 1964          | 0   | 0     | 0      | 0     |
| México 1968         | 0   | 0     | 0      | 0     |
| Múnich 1972         | 0   | 0     | 0      | 0     |
| Montreal 1976       | –   | –     | –      | –     |
| Moscú 1980          | –   | –     | –      | –     |
| Los Ángeles 1984    | 0   | 0     | 0      | 0     |
| Seúl 1988           | 0   | 0     | 0      | 0     |
| Barcelona 1992      | 0   | 0     | 0      | 0     |
| Atlanta 1996        | 0   | 0     | 0      | 0     |
| Sídney 2000         | 0   | 0     | 0      | 0     |
| Atenas 2004         | 0   | 0     | 0      | 0     |
| Pekín 2008          | 0   | 0     | 0      | 0     |
| Londres 2012        | 0   | 0     | 0      | 0     |
| Río de Janeiro 2016 | 0   | 0     | 0      | 0     |
| Tokio 2020          | 0   | 0     | 0      | 0     |
| París 2024          | 0   | 0     | 0      | 0     |
| TOTAL               | 0   | 0     | 0      | 0     |